# Touch Happy!
《Touch Happy!》是夏之管的第54張單曲，在2011年8月24日推出。

## 收錄曲目
1. Touch Happy!
作詞：前田亘輝　作曲：春畑道哉　編曲：夏之管
2. 約束の丘
作詞：前田亘輝　作曲：春畑道哉　編曲：夏之管
3. Touch Happy!（Instrumental）
4. 約束の丘（Instrumental）